# 宽果秃疮花
宽果秃疮花（学名：Dicranostigma platycarpum）为罂粟科秃疮花属下的一个种。